# آرثر غروفز
آرثر غروفز (بالإنجليزية: Arthur Groves)‏ (27 سبتمبر 1907 في المملكة المتحدة - 27 يوليو 1979) هو لاعب كرة قدم بريطاني في مركز الهجوم. لعب مع بلاكبيرن روفرز وديربي كاونتي وستوكبورت كونتي ونادي بورتسموث ونادي هاليفاكس تاون ونادي أثرستون تاون.